# PISA-mérés
A PISA betűszó. Feloldása Programme for International Student Assessment, azaz „a nemzetközi tanulói teljesítménymérés programja”.

## Alapvető jellegzetességek
A programot a kilencvenes évek végén hívta életre a legfejlettebb államokat tömörítő Gazdasági Együttműködési és Fejlesztési Szervezet (OECD), melynek Magyarország 1996 óta tagja.
A PISA monitorozó jellegű felméréssorozat, amely három területen (alkalmazott matematikai műveltség, alkalmazott természettudományi műveltség és szövegértés) vizsgálja a 15 éves tanulók képességét. A felmérés háromévenként zajlik az OECD-tagországok és a programhoz csatlakozó egyre növekvő számú partnerországok irányításával. Először 2000-ben, ezt követően 2003-ban, majd 2006-ban volt mérés. Az egyes mérések alkalmával egy-egy műveltségi terület nagyobb hangsúlyt kap, mint a többi. 2000-ben a szövegértés, 2003-ban a matematika, 2006-ban a természettudomány volt a kiemelt terület. 2009-ben ismét a szövegértés, 2012-ben pedig újra a matematika került a figyelem középpontjába.
A PISA célpopulációját a tizenöt éves diákok alkotják, akik a legtöbb részt vevő országban az iskolaköteles kor vége felé járnak, egy-három évük van hátra a közoktatásban. Ezzel az életkorral kapcsolatban a legtöbb OECD-tagországról még elmondható, hogy a beiskolázási arány megközelíti a 100%-ot.
Mivel a PISA egy gazdasági alapon létrejött szervezet megrendelésére készül, célja elsősorban a mindennapi életben használható tudás vizsgálata. A mérés az iskolai tanulás során elsajátított ismeretekből és készségekből felépülő, az adott tudományterületen érvényes tudásra összpontosít. Azt méri, hogy a tanulók milyen mértékben alkalmazzák szövegértési képességüket a hétköznapi helyzetekben megjelenő szövegek megértésekor és értelmezésekor; vagy mennyire képesek felismerni, megérteni, értelmezni és megoldani egy matematikai vagy természettudományi jellegű problémát, ha ilyennel találkoznak.
A mérés állandó részét képezik még a diákok családi és iskolai hátterével összefüggő információkat gyűjtő kérdőívek. Segítségükkel tanulmányozhatóvá válnak a tanulók teljesítményét befolyásoló tényezők, így az eredmények több kontextusban is értelmezhetőek lesznek.
A PISA-mérésben időről időre megjelennek a három vizsgált területnél tantárgyközibbnek tekinthető keresztkompetenciák is, ilyen volt például az általános problémamegoldó képesség vizsgálata a 2003-as mérésben.

## Szervezeti háttér
A PISA-programot az OECD Párizsban működő titkársága felügyeli. A projekt főbb irányvonalait az OECD-tagországok küldötteiből és megfigyelőiből álló bizottság, a PISA Governing Board (PISA Igazgatói Tanács) szabja meg. A részt vevő országok szintjén az NPM (National Project Manager); nemzeti projektvezető) és az általa vezetett országos központ (NC) felel a mérés megvalósításáért.
Magyarországon ez a központ az Oktatási Hivatal Közoktatási Mérési és Értékelési Osztálya.
A PISA-projekt kivitelezésére az OECD minden egyes ciklus alkalmával nyílt pályázat során keres szerződő feleket. Az eddig lezajlott PISA-mérések mindegyikét az ACER (Australian Council for Educational Research; Ausztrál Oktatáskutatási Tanács) vezette nemzetközi konzorcium hajtotta végre. A konzorcium tevékenységi körét alkotja a mérés megtervezési, végrehajtási és elemzési fázisának minden feladata. A teljesség igénye nélkül ezek közé tartozik a minőségbiztosítás, a részt vevő országok közötti folyamatos kommunikáció biztosítása, a mérőeszközöknek és a mérés tartalmi kereteinek fejlesztése, az országos központok munkatársainak képzése, az adatok kinyerése, tisztítása és értelmezése valamint a nemzetközi jelentések elkészítése.
A nemzetközi konzorcium munkáját tagként vagy külső tanácsadó csoport formájában területükön nemzetközileg elismert szakértők segítik (ilyen szakterület a feladatfejlesztés, a fordítás-ellenőrzés, a mintavétel és adatmenedzselés, a statisztikai elemzések készítése és a háttérkérdőív fejlesztés). Emellett a konzorcium a méréssel kapcsolatban nyílt fórumot hívhat össze, melyre a részt vevő országoknak lehetősége van a felmért fő műveltségi területen saját szakértőit küldeni. 2003-ban matematika, 2006-ban természettudományos fórumot tartottak; a háttérkérdőívekkel foglalkozó fórum minden ciklus során működött, a szövegértés-szakértők fóruma pedig a 2009-es ciklus során zajlott.

## A PISA-mérés technikai vonásai
A PISA-mérés technikai vonásai négy szempontból közelíthetőek meg: ezek a megírandó teszt jellegzetességei; a mintavétel, azaz a felmérendő diákok köre; a program résztvevőinek nyelvi és kulturális sokfélesége és a lebonyolításban alkalmazott eljárások.
A PISA nagyrészt papíralapú mérés. A kiválasztott diákok egy kétórás, eszköztudást mérő tesztet töltenek ki. Ez a teszt adott esetben tartalmazhat a műveltségi területtel kapcsolatos tanulói attitűdre vonatkozó kérdéseket is. A gyermekek idejéből még 20-30 percet vesz igénybe a háttérkérdőív kitöltése, amely a tanuló személyes vonásaira, véleményeire, értékválasztásaira és ambícióira kérdez rá, valamint otthoni és iskolai környezetéről gyűjt információt.
Minden országban legalább 150 iskolában le kell zajlania a mérésnek. A programban részt vevő iskolákat véletlenszerűen választják ki, majd szintén véletlen mintavétellel választanak az adott intézményből 35 tanulót, így minden részt vevő államban minimum 5250 gyermeket mérnek fel.
A PISA  zajló, negyedik ciklusában 31 OECD tagország és 35 partnerország vesz részt, a PISA 2006-nak 57 résztvevője volt. Ilyen mértékű nyelvi és kulturális sokféleség mellett igen komoly munka biztosítani az eredmények összehasonlíthatóságát, és kiküszöbölni a különféle civilizációs közegekből érkező tanulókat érő esetleges hátrányokat.
Ennek érdekében a tesztekben felhasznált feladatok igen sok, változatos természetű szűrőn mennek keresztül. A mérés tartalmául szolgáló anyagokat egyfelől a nemzetközi konzorcium tagjai fejlesztik, másfelől a részt vevő országok mindegyike hozzájárulhat ehhez saját fejlesztésű feladataival. A ciklus során számos alkalommal van lehetőségük az országos központok munkatársainak és az általuk megbízott, illetve teljesen független szakértőknek is az anyagok véleményezésére. Az így összegyűjtött feladatokat először kisebb tanulói mintán tesztelik különböző országokban, majd az ezek után megmaradó feladatokból próbamérést állítanak össze a konzorcium tagjai az országos projektvezetők (NPM-ek) segítségével és véleményezése mellett. A próbamérés minden részt vevő országban lezajlik. Ehhez azonban arra van szükség, hogy a kérdéses szövegek, problémaleírások és a hozzájuk tartozó feladatok a lehető legpontosabban legyenek átültetve minden egyes nemzeti nyelvre, ugyanakkor az elkészült fordításoknak egymáshoz az elképzelhető legnagyobb mértékben hasonlítaniuk is kell. Ennek érdekében az eredeti tesztanyagnak francia és angol nyelvű változata is készül. Az országos központok két verziót használva készítik el saját változatukat, a konzorcium szakértőinek szoros ellenőrzése mellett.
A minden országban lezajló próbamérés után az adatokat statisztikai és pszichometriai elemzésnek vetik alá, melynek során fény derül az egyes kérdések fontos tulajdonságaira (pl. nehézség), ezek alapján születik majd meg a végső döntés arról, hogy mely anyagok kerülhetnek be a főmérés anyagába, amelyről végül a nemzetközi és a nemzeti jelentés készül.